# Dubrovniker Roland

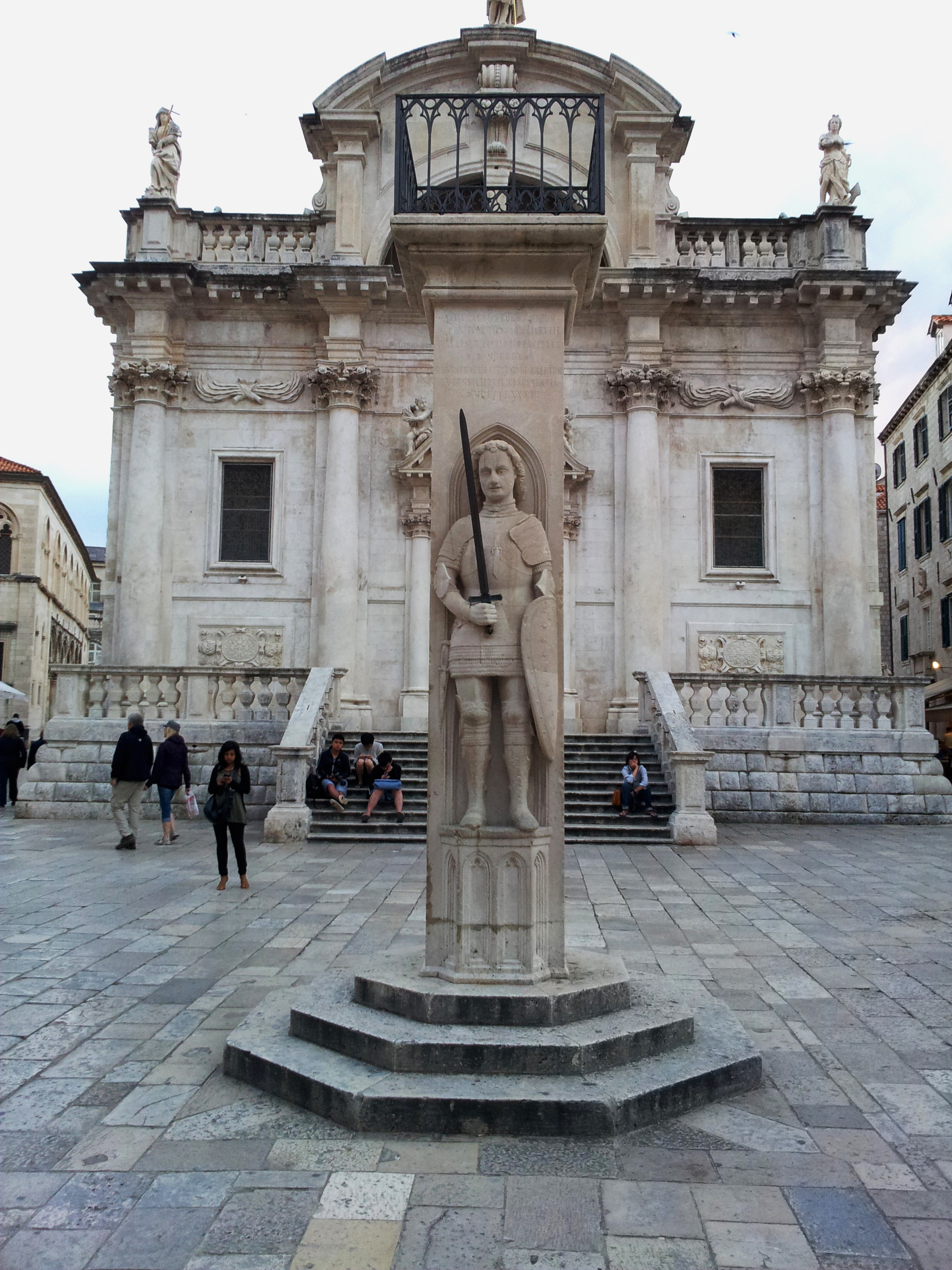
Dubrovniker Roland mit Kirche St. Blasius

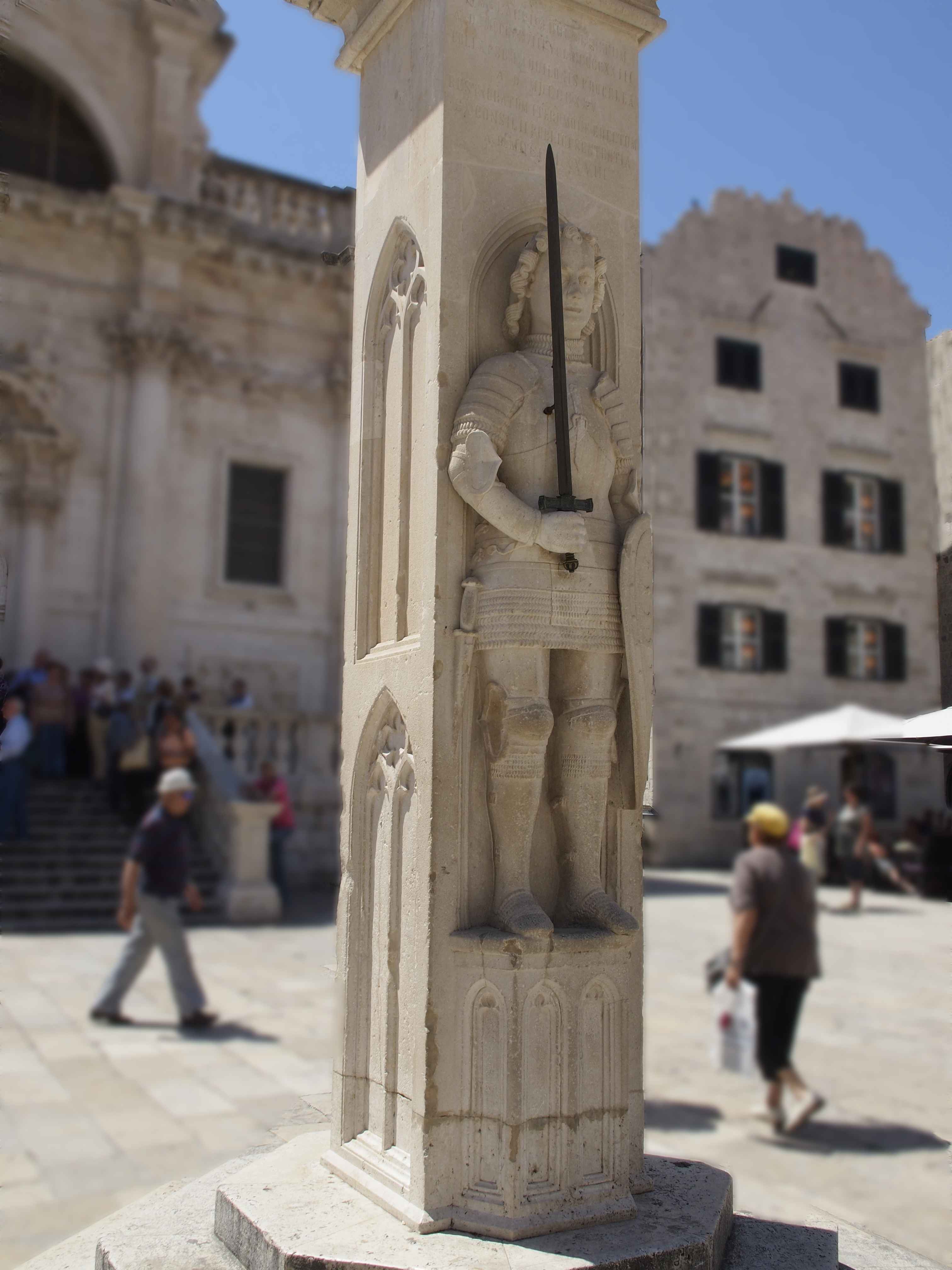
Dubrovniker Roland

Der Dubrovniker Roland (kroatisch Orlandov stup) ist ein Kleindenkmal in Dubrovnik in Kroatien.

## Lage
Der Roland steht vor der Blasiuskirche (kroatisch crkva sv. Vlaha) auf dem Luža-Platz, der als Zentrum der Stadt gilt, da hier der Stradun-Boulevard beginnt und am Platz unter anderem die Hauptwache, der Glockenturm und der Rektorenpalast (kroatisch Knežev dvor) zu finden sind.

## Geschichte und Gestalt
Rolande sind eine vor allem in den sächsischen Gebieten Deutschlands verbreitete Sonderform der steinernen Darstellung von erworbenen Rechten. In der Mehrzahl der Fälle handelt es sich hierbei um eine überlebensgroße Figur, die mit einem Schild und einem Schwert ausgestattet ist. Die auf den ersten Blick ungewöhnliche Existenz einer solchen Statue an der Adria erklärt sich vermutlich daraus, das Sigismund, Sohn von Kaiser Karl IV., von 1387 bis 1437 König von Ungarn und Kroatien war und im Jahr 1396 dem damaligen Stadtstaat Ragusa Schutz gegen eine Geldzahlung zusicherte. Karl IV. wird mit der Errichtung mehrerer Rolandsfiguren in Verbindung gebracht, etwa mit dem Roland an der Karlsbrücke in Prag oder jenem in Litoměřice. Auch seine Söhne scheinen diese Tradition gepflegt zu haben, da etwa Wenzel den Göttinger Roland gestiftet zu haben scheint. Gelegentlich spricht man daher bei diesen vier Exemplaren auch von den kaiserlichen Rolanden. Er ist aber vor allem Symbol der freien Stadt, weshalb dort regelmäßig zum Sommerfest eine Libertas-Flagge gehisst wird.
Der Dubrovniker Roland wurde im Jahr 1417 als steinernes Exemplar begonnen, 1418 fertiggestellt und gilt als südlichst errichteter aller Rolande. Da zuvor Venedig die Aufstellung des Markuslöwen-Reliefs erzwungen hatte, ist anzunehmen, dass bereits der Aufenthalt Sigismunds im Jahr 1396 zur Aufstellung eines hölzernen Rolandes führte und dieser zerstört wurde, zumal im Auftrag für den Roland von 1417 die Anweisung steht, sich nach dem Bild des Vorgängers zu richten. Als Bildhauer beauftragte man Bonino da Milano, der sich ohnehin in der Stadt aufhielt, sowie den Steinmetzen Anton Dubrovcanin. Es entstand eine 2,2 Meter hohe Figur in Rüstung. Sein Schild ist mit Lilien-Ornament verziert. Neben dem Schwert trägt er einen Dolch am Gürtel.
Im Jahr 1825 wurde die Figur bei einem Sturm umgeworfen und in die Arkaden des Rektorenpalastes gebracht. Erst im Jahr 1878 wurde sie wieder aufgestellt. Dabei wurde das Podest um eine dritte Stufe ergänzt. So steht der Roland heute wieder an seiner gotisch geprägten Säule. Während des Kroatienkrieges wurde die Statue ab 1991 mit Sandsäcken und einem Holzverschlag geschützt. Aufgrund von gravierenden Schäden wurde im Jahr 2016 diskutiert, die Säule durch eine Replik zu ersetzen, nachdem 2006 bereits ein Versuch unternommen wurde, die Standfestigkeit zu verbessern. Argumentiert wurde damit, dass durch zahlreiche Ausbesserungen ohnehin nur noch 50 Prozent der Statue vom Original stammen würden und man sie nur so vor den Witterungseinflüssen schützen könne. Insbesondere der Fahnenmast galt als problematisch, da er mit der Skulptur verbunden war und Risse erzeugte.

## Legende
Neben der nachweisbaren Überlieferung gibt es die Sage, dass Roland im 8. Jahrhundert im Kampf der Stadt gegen die Sarazenen beistand, die hier als Piraten einfielen. Da er den berüchtigten Piraten Spucento besiegte und gefangen nahm, soll ihm ein Denkmal errichtet worden sein.

## Trivia
- Bis zum Umsturz schaute die Statue nach Osten, seit der Wiederaufrichtung nach Norden.[2][8]
- Die rechte Hand der Skulptur wurde als offizielles Längenmaß der Republik Dubrovnik verwendet. Diese lakat genannte Elle war 51,2 Zentimeter lang.[2][8][5]
- An der Statue wurden offizielle Mitteilungen öffentlich verlesen. Auch wurden hier Strafen verhängt, was unter anderem Filip de Diversis im Jahr 1440 schilderte. Da man dafür in Italien einen Wagen benutzte, wird die Lokalität auch carrum und kar genannt. Bis heute werden hier zudem Feste (Sommerfest, Blasiusfest) gefeiert.[9][2][8][5]
- Der Roland war über Jahrhunderte hinweg die einzige weltliche Skulptur Dubrovniks.[6]
- Es wird ständig ein Ersatzschwert aufbewahrt, damit es bei Beschädigungen ausgetauscht werden kann.[2]
- Die kroatische Post gab 2019 eine Sonderpostkarte anlässlich des 600-jährigen Bestehens der Statue heraus. Dieses wurde auch mit dem Rolandjahr (Orlandove godine) begangen. In diesem Rahmen wurde auch eine speziell gestaltete Roland-Schokolade (Orlando – Dubrovački lakat čokolade) als Souvenir fabriziert, es wurde ein Gedenkcocktail geschaffen und ein besonderes Eis.[10]
- Der Roland wird in den Dramen Venus und Adonis, Dundo Maroje, Tripče de Utolče und Arkulin von Marin Držić (16. Jh.) erwähnt.[8]
- Verschiedene Lokalitäten in Dubrovnik nennen sich nach der Statue, darunter ein Café und ein Apartment-Komplex.